# Kriegerdenkmal 1914–1918 (Gingst)

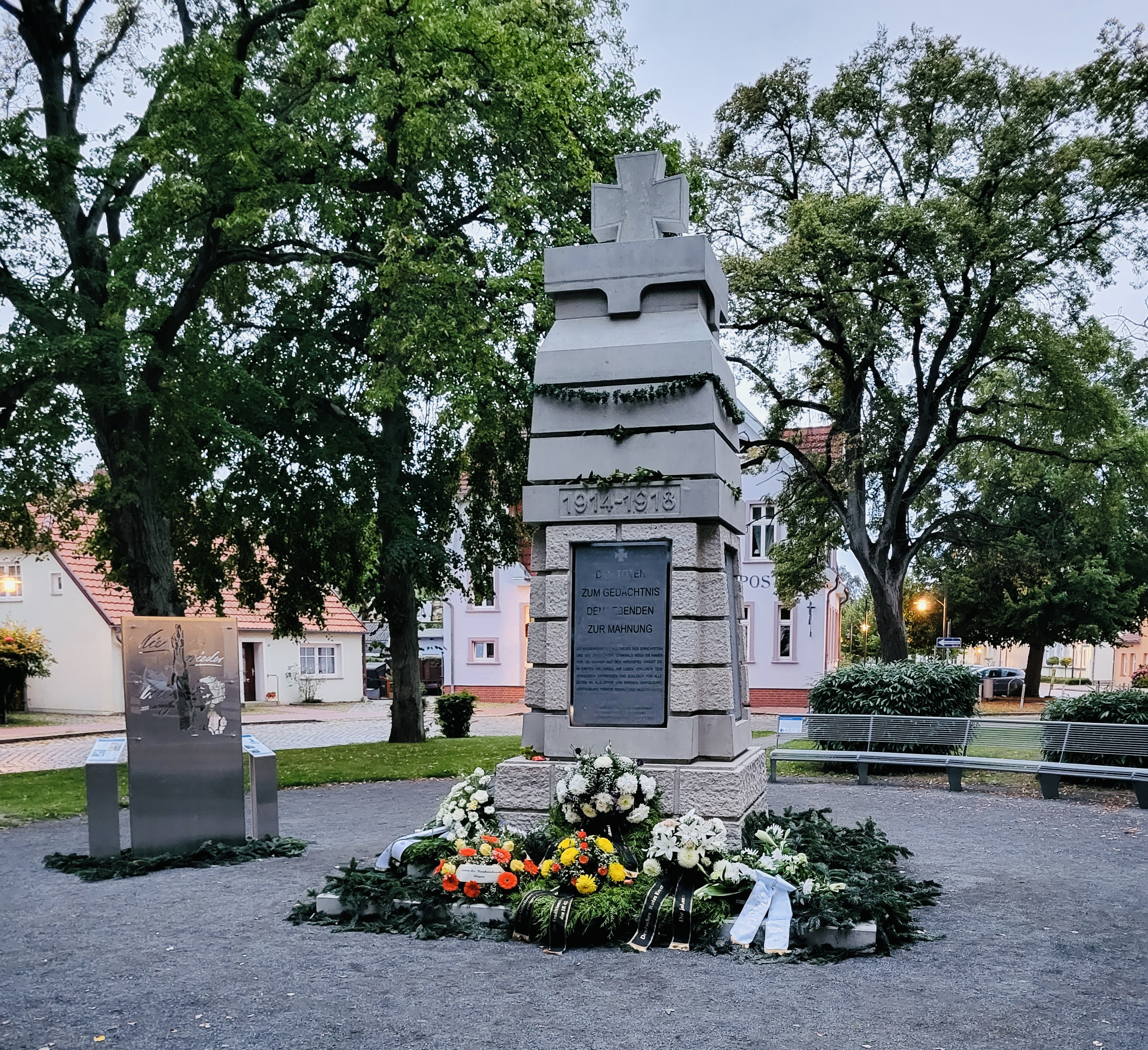
Kriegerdenkmal 1914–1918 in Gingst

Das Kriegerdenkmal 1914–1918 ist ein Ehrenmal, welches zur Erinnerung an die 120 gefallenen Söhne des Kirchenspiels Gingst errichtet wurde. Es befindet sich auf dem zentralen Marktplatz von Gingst. Die Ersterrichtung fand im Jahr 1925 statt. Im Jahre 1974 wurde es aus ideologischen Gründen abgerissen. Am 27. August 2023 fand seine Wiedereinweihung statt.

## Erste Planung
Im Jahr 1920 wurde der Plan gefasst, ein Ehrenmal zu errichten. Ein zu diesem Zweck gegründeter Ausschuss sammelte die dafür notwendigen Mittel ein. Noch bevor mit der Umsetzung des Vorhabens begonnen werden konnte, verlor das gesammelte Geld durch die Weltwirtschaftskrise seinen Wert, so dass eine Umsetzung des Vorhabens vorerst nicht möglich war.
Daraufhin stiftete zunächst der Kriegerverein Gingst unter Vorsitz von Rittmeister Heidborn auf Unrow der örtlichen Sankt–Jacob-Kirche im Jahr 1924 zwei Ehrentafeln aus Eiche, auf denen die Namen der 120 Gefallenen verzeichnet waren.
Im selben Jahr regte der Kriegerverein erneut die Errichtung eines Ehrenmals an. Unter Unterstützung örtlicher Vereine sowie der Guts– und Gemeindevorsteher des Kirchspiels Gingst stimmte man der Errichtung zu und beschloss, sich an der Aufbringung der erforderlichen Mittel zu beteiligen. Für die weiteren Arbeiten am Ehrenmal wurde ein Denkmalausschuss mit sechs Mitgliedern gegründet.
Denkmalausschuss
- Rittergutsbesitzer Heidborn aus Unrow
- Zimmermeister Britz aus Dubkevitz
- Pastor Stelter aus Gingst
- Straßenmeister Vistenz aus Gingst
- Rendant Knüppel aus Gingst
- Gemeindevorsteher Neumann aus Gingst

Als Standort für das Ehrenmal wurde der Marktplatz in Gingst ausgewählt. Mit der Ausführung der Arbeiten am Ehrenmal wurde der Steinbildhauermeister Hartig aus Bergen beauftragt. In einer im Fundament eingelassenen Zeitkapsel wurden eine 4-seitige Urkunde mit den Unterschriften der Gemeindevertretung sowie aktuelle Geldscheine hinterlegt.

„Urkunde über die Errichtung des Ehrendenkmals für die im Weltkriege 1914–18 aus dem Kirchspiel Gingst Gefallenen.
Einhundertzwanzig Namen von Männern und Jünglingen, die aus den Akten unseres Kirchspiels in den Jahren 1914–18 in den blutigen Weltkrieg gezogen sind und ihr Leben für das deutsche Vaterland dahin gegeben haben sollen in Stein gemeißelt durch dies Denkmal den kommenden Geschlechtern zum ehrenden Andenken überliefert werden.
Soviel Trauer und Schmerz auch mit der Erinnerung an diese Toten verbunden ist, nicht nur für diejenigen, aus deren Familienkreise sie so früh und jäh geschieden sind, sondern für uns alle in dem wehmütigen Gedenken, daß ihre Tapferkeit und treue Pflichterfüllung unser deutsches Volk doch nicht vor einem schmachvollen Frieden und vor Umsturz und Not im Innern und vor Beraubung, Schimpf und Unterdrückung seitens unserer Feinde hat bewahren können, wir blicken doch mit Ehrfurcht und Stolz und heißem Dank auf diese unsere toten Helden, die in so vielen blutigen Schlachten den Heeren unserer zahllosen Feinde widerstanden, die Grenzen unserer teuren Heimat vor der Kriegsnot behütet und die Ehre und Freiheit des Vaterlandes treu ihrem geleisteten Eidschwur für Kaiser und Reich bis in den Tod verteidigt haben. 2750 Seelen zählt unser Kirchspiel. Von den vielen Hunderten, die aus ihm als Krieger in das Feld gezogen sind, haben neben der großen Zahl, die zerschossen und siech zurückgekehrt noch unter uns leben und denen ebenfalls unser Dank gebührt, 120 ihr höchstes Gut, das Leben, für uns, ihre deutschen Brüder, geopfert. Ihnen zum Gedächtnis dieses Denkmal auf dem Marktplatze unseres Kirchortes trotz der Not der Zeit zu errichten, halten wir für unsere Ehrenpflicht. Wenn auch mit Tränen im Auge, sollen doch ihre Frauen und Kinder, ihre Eltern und Geschwister mit Stolz die Namen der Ihrigen auf den Steintafeln dieses Denkmals wieder lesen und die Gestalten ihrer teuren Toten sich vor Augen stellen können. Bis in die fernste Zukunft hinein sollen ihre Namen ihren Nachkommen unvergeßlich erhalten bleiben. Alle kommenden Geschlechter aber sollen durch die Namen dieser toten Helden gemahnt werden, Gut und Blut auch weiterhin opferwillig für das teure Vaterland einzusetzen, damit dasselbe die von den Vätern in siegreichen Kämpfen und fleißiger Arbeit errungen zur Blüte und Größe wiedererlangt. [.....]
Möge alsdann dies Denkmal Jahrhunderte hindurch eine Zierde unseres Ortes, ein Zeichen des Dankes der Lebenden an die Toten und eine Mahnung für alle kommenden Geschlechter zur Treue am Vaterlande sein.
Gingst, den 29. Juli 1925“

```
Autor= Denkmalausschuss Gingst
Quelle= Förderverein Kriegerdenkmal Gingst e.V.
```

### Erste Einweihung 1925
Am 30. August 1925 fand unter großer Beteiligung von Vereinen und Anwohnern die feierliche Einweihung des „Ehrenmals für die Kriegsgefallenen“ 1914–1918 statt. Die Rügensche Zeitung vom 8. September 1925 schrieb dazu:

„Das Denkmal ist auf dem Marktplatze von dem Steinmetzmeister Hartig–Bergen aus Kunststein in schlichter, würdiger Form errichtet. Es enthält auf drei Granittafeln die Namen der 120 gefallenen Helden des Kichenspiels. Der von Linden beschattet Teil des Marktplatzes wurde zu diesem Zwecke erhöht und würdig hergestellt.“

Um neun Uhr morgens versammelten sich alle beteiligten Vereine und marschierten zur Sankt-Jacob-Kirche zum gemeinsamen Gottesdienst. Unter Glockengeläut begab man sich anschließend zum Marktplatz und nahm dort Aufstellung. Der Vorsitzende des Krieger- und Militärvereins Heidborn aus Unrow begrüßte die Anwesenden. Es folgte das gemeinsame Singen des Niederländischen Dankgebetes. Anschließend hielt Rittmeister Heidborn eine kurze Ansprache, worauf dann das Lied „Ich kenn einen hellen Edelstein“ von Julius Otto, vorgetragen durch den Männerchor, folgte. Herr Hauptmann Brandenburg aus Berlin hielt anschließend die Enthüllungsrede und enthüllte unter Gesang des Männerchores „Ich hatt’ einen Kameraden“ von Ludwig Uhland das Denkmal. Pastor Stelter aus Gingst hielt danach eine Weiherede und weihte das Ehrenmal. Durch einen gemischten Chor wurde dann das Lied „Für uns“ intoniert. Es folgten Ehrensalven und Kranzniederlegungen. Der Denkmalausschuss unter Rittmeister Heidborn übergab dann das Ehrenmal und den hergerichteten Platz in die Verantwortung der Gemeinde Gingst. Den Abschluss der Einweihung bildete das gemeinsame Absingen des Deutschlandliedes.

| Dienstgrad     | Nachname    | Vorname   | Gestorben       | Ort           |
| -------------- | ----------- | --------- | --------------- | ------------- |
| Matrose        | BEHRENDT    | Franz     | 23.01.1915      | Mursewiek     |
| Ers.Res.       | BERNDT      | August    | 20.08.1916      | Neuendorf     |
| Grenadier      | BETZEL      | Karl      | 15.03.1915      | Gingst        |
| Bootsmannsm.   | BINZ        | Gustav    | 21.04.1917      | Neuendorf     |
| Res.           | BISCHOFF    | Albert    | 30.03.1918      | Gagern        |
| Vice Wachtm.   | BISCHOFF    | Karl      | 04.11.1914      | Mulkvitz      |
| Serg.          | BISCHOFF    | Otto      | 12.07.1918      | Capelle       |
| Muskt.         | BLANK       | Bruno     | 11.06.1916      | Burow         |
| Ers.Res.       | BÖHL        | Karl      | 04.08.1916      | Steinhof      |
| Matrose        | DAU         | Hugo      | 17.10.1914      | Venz          |
| Muskt.         | DELATRE     | Karl      | 16.01.1915      | Volkshagen    |
| Obermatrose    | DEMINATUS   | Otto      | 29.09.1918      | Kluis         |
| Matrose        | DEMINATUS   | Robert    | 09.09.1917      | Kluis         |
| Muskt.         | DETTERICH   | Johann    | 31.05.1916      | K.Neuendorf   |
| Res.           | DIEKELMANN  | Joh.      | 27.06.1915      | Gingst        |
| Res.           | EGGERT      | Paul      | 02.07.1918      | Gingst        |
| Wehrm.         | EHRKE       | Albert    | 11.11.1914      | Gagern        |
| Untffz.        | FRANK       | Alfred    | 14.06.1915      | Boldevitz     |
| Tambour        | FRANK       | Robert    | 09.07.1915      | Gingsterheide |
| Ers.Res.       | FREDUP      | Ernst     | 21.07.1916      | Pansevitz     |
| Landstm.       | FREESE      | Ernst     | 30.08.1915      | Gingst        |
| Untffz.        | GAHLBECK    | Wilhelm   | 07.09.1914      | Moordorf      |
| Ers.Res.       | GENZ        | Robert    | 15.08.1916      | Gingst        |
| Serg.          | GIERZ       | Albert    | 05.07.1918      | Gagern        |
| Res.           | GIERZ       | Hermann   | 17.03.1915      | Boldevitz     |
| Res.           | GILDHORN    | Albert    | 06.09.1914      | Gingst        |
| Gefr.          | GILDHORN    | Karl      | 09.12.1914      | Gingst        |
| Res.           | GLAWE       | Johann    | 11.08.1916      | Gurtitz       |
| Res.           | GODGLÜCK    | Albert    | 01.05.1917      | Venz          |
| Res.           | GODGLÜCK    | Ernst     | 04.12.1914      | Pansevitz     |
| Füsi.Art.      | GODGLÜCK    | Gottfried | 21.12.1914      | Pansevitz     |
| Gefr.          | GODGLÜCK    | Otto      | 21.12.1914      | Pansevitz     |
| Ers.Res.       | GÖGGE       | Karl      | 25.02.1918      | Venz          |
| Grenadier      | GÖGGE       | Paul      | 15.07.1919      | Gingsterheide |
| Res.           | GÖRS        | Karl      | 23.07.1915      | Teschvitz     |
| Res.           | GÖRS        | Robert    | 10.04.1915      | Teschvitz     |
| Ers.Res.       | GROSSER     | Eduard    | 16.06.1915      | Haidhof       |
| Res.           | HALL        | Paul      | 28.10.1916      | Gingst        |
| Res.           | HASS        | Karl      | 07.08.1916      | Venz          |
| Ers.Res.       | HAUER       | Wilhelm   | 03.07.1917      | Boldevitz     |
| Ers.Res.       | HEITMANN    | Walter    | 06.06.1918      | Burow         |
| Untffz.        | HEYDEN      | Otto      | 30.09.1916      | Gingst        |
| Jäger          | HOGE        | Erich     | 22.03.1917      | Steinhof      |
| Res.           | HUSSMANN    | Helmut    | 09.06.1918      | Gagern        |
| Untffz.        | IHLENFELDT  | Otto      | 02.10.1914      | Gingst        |
| Ers.Res.       | JAHN        | Otto      | 08.10.1916      | Bussvitz      |
| Gefr.          | KAMRADT     | Willy     | 07.12.1914      | Gingst        |
| Muskt.         | KEGLER      | Walter    | 13.11.1916      | Wüstenei      |
| Res.           | KLEIN       | Max       | 12.10.1914      | Burow         |
| Wehrm.         | KNAACK      | Max       | 28.07.1915      | Lieschow      |
| Landstm.       | KNÜPPEL     | Karl      | 12.08.1918      | Gingst        |
| Leutn. d. Res. | KNÜPPEL     | Paul      | 10.10.1918      | Gingst        |
| Res.           | KNUTH       | Karl      | 23.05.1915      | Gingsterheide |
| Ers.Res.       | KNUTH       | Max       | 11.05.1918      | Gingsterheide |
| Ers.Res.       | KNUTH       | Wilhelm   | 07.11.1914      | Gingst        |
| Ers.Res.       | KÖPPING     | Ernst     | 04.07.1915      | Gingst        |
| Ers.Res.       | KRAMER      | Albert    | 08.09.1916      | Gingsterheide |
| Ers.Res.       | KRASSOW     | Ernst     | 21.09.1916      | Gingst        |
| Ers.Res.       | KRASSOW     | Ernst     | 05.09.1915      | Gingst        |
| Res.           | KRASSOW     | Fritz     | 24.03.1918      | Gingst        |
| Ers.Res.       | KRASSOW     | Karl      | 13.04.1918      | Gingst        |
| Muskt.         | KREHMKE     | Hans      | 10.10.1917      | Gingst        |
| Wehrm.         | KRÜGER      | Hermann   | 17.11.1914      | Gagern        |
| Res.           | KUHHAGEN    | Wilhelm   | 14.02.1915      | Gingst        |
| Ers.Res.       | LOCKENVITZ  | Paul      | 25.07.1915      | Gingst        |
| Ers. Res.      | LOCKENVITZ  | Walter    | 31.01.1915      | Gingst        |
| Res.           | MAU         | Paul      | 29.05.1915      | Lieschow      |
| Muskt.         | MELIS       | Johann    | 04.08.1915      | Silenz        |
| Untffz.        | MILLAHN     | Christoph | 24.07.1916      | Gagern        |
| Muskt.         | MÖLLER      | Franz     | 22.08.1914      | Gingst        |
| Muskt.         | MÖLLER      | Otto      | 04.08.1915      | Gingst        |
| Ers.Res.       | MÖLLER      | Paul      | 09.10.1917      | Gingsterheide |
| San.Gefr.      | MORENZ      | Paul      | 26.10.1915      | Guetlitz      |
| Obergefreiter  | MÜLLER      | Ernst     | 24.04.1918      | Boldevitz     |
| Landstm.       | NEISNER     | Moritz    | 27.08.1917      | Venz          |
| Arm.Sold.      | NORDT       | Johs.     | 27.12.1914      | Kluis         |
| Ers.Res.       | PAHNKE      | Albert    | 22.04.1915      | Lieschow      |
| Ers.Res.       | PEPLOW      | Friedrich | 01.11.1918      | Gingst        |
| Res.           | PEPLOW      | Johann    | 28.04.1916      | Lieschow      |
| Muskt.         | PEPLOW      | Karl      | 01.10.1918      | Gingst        |
| Res.           | PEPLOW      | Wilhelm   | 06.04.1915      | Gingst        |
| Res.           | PERSON      | Ferdinand | 01.12.1915      | Steinhof      |
| Landstm.       | PLATH       | Gustav    | 28.07.1915      | Gingst        |
| Muskt.         | PLATH       | Willy     | 09.05.1914      | Gingst        |
| Wehrm.         | PRÜFER      | August    | 11.08.1916      | Gagern        |
| Muskt.         | RISCH       | Otto      | 06.03.1917      | Gingst        |
| Pionier        | RÖHL        | Ludwig    | 08.06.1916      | Kluis         |
| Landstm.       | SCHÄWEL     | Max       | 04.05.1917      | Silenz        |
| Ers.Res.       | SCHMIDT     | Paul      | 13.08.1916      | Gingst        |
| Res.           | SCHNITTKER  | August    | 10.06.1915      | Haidhof       |
| Res.           | SCHÖTTLER   | Albert    | 06.08.1916      | Grossow       |
| Fußartillerist | SCHÖTTLER   | Gustav    | 03.07.1916      | Gagern        |
| Res.           | SCHUHMACHER | Franz     | 11.05.1917      | Gingst        |
| Res.           | SCHULZ      | Ernst     | 1915            | Pansewitz     |
| Gefr.          | SELLIN      | Heinrich  | 20.09.1917      | Boldevitz     |
| Serg.          | SIEMON      | Albert    | 06.07.1918      | Gustin        |
| Wehrm.         | SIMON       | Johann    | 11.11.1914      | Gingst        |
| Muskt.         | SPRINGER    | Paul      | 04.10.1914      | Gingst        |
| Res.           | STEIN       | Friedrich | 31.01.1915      | Pansewitz     |
| Res.           | TOBORG      | Hermann   | 24.02.1917      | Gingst        |
| Muskt.         | UERKVITZ    | Otto      | 24.06.1916      | Mursewiek     |
| Muskt.         | VETTERICK   | Wilhelm   | 05.09.1918      | Boldevitz     |
| Gefr.          | VIETH       | Wilhelm   | 29.05.1918      | Gagern        |
| Wehrm.         | WARSOW      | Johann    | 16.07.1915      | Gingst        |
| Oberm.         | WARSOW      | Karl      | 01.06.1916      | Gingst        |
| Muskt.         | WARSOW      | Otto      | 01.01.1917      | Bussvitz      |
| Res.           | WENDT       | Karl      | 28.05.1915      | Gagern        |
| Muskt.         | WIECHMANN   | August    | 06.09.1914      | Silenz        |
| Obermatrose    | WITTMÜß     | Albert    | 23.04.1915      | Mursewiek     |
| Obermatrose    | WITTMÜß     | Emil      | 12.02.1915      | Mursewiek     |
| Landstm.       | WITTMÜß     | Karl      | 29.08.1916      | Mursewiek     |
| Oberm.         | WITTMÜß     | Paul      | 31.05.1916      | Mursewiek     |
| Muskt.         | WOTHGE      | Richard   | 04.05.1917      | Gingst        |
| Muskt.         | ZANDER      | Hermann   | 21.07.1915      | Pansevitz     |
| Wehrm.         | ZÜHL        | Karl      | (14.)17.11.1917 | Gingst        |

```
Quelle= Onlineprojekt Gefallenendenkmäler, Gingst, Landkreis Rügen, Mecklenburg-Vorpommern
```

## Abriss 1974
Im Jahr 1974 wurden das Kriegerdenkmal 1914–1918 und das ebenfalls auf dem Marktplatz befindliche Kriegerdenkmal für die Gefallenen des Deutsch-Französischen Krieges 1870/71 abgerissen. Als Grund dafür können sowohl politischer Wille, fehlende Mittel zum Erhalt, aber auch die sozialistische Umgestaltung von Städten und Dörfern gesehen werden.
Vom Kriegerdenkmal 1914–1918 blieben lediglich sechs Grundelemente erhalten, die an verschiedenen Orten in Gingst als Blumenkübel weiter genutzt wurden. Alle restlichen Teile wurden an unterschiedlichen Stellen unwiederbringlich entsorgt.
Nach dem Abriss des Kriegerdenkmals war auf Beschluss des Gemeindekirchenrates in der Sankt-Jacobi-Kirche ein Gedenkbuch zur Erinnerung an die Gefallenen ausgelegt worden. Das zuerst in der Gemeinde geschriebene Gedenkbuch ist später durch ein vom Künstler Lothar Mannewitz gestaltetes ersetzt worden.

## Zweite Planung
Im Juli 2019 gründeten 18 Bürger der Gemeinde Gingst den „Förderverein Kriegerdenkmal Gingst e.V.“. Zum ersten Vorsitzenden wurde Jürgen Pahnke gewählt. Ziel der Vereinsgründung war die Wiedererrichtung des Kriegerdenkmals 1914–1918. Als erste Maßnahme wurden ab Januar 2020 die noch vorhandenen Originalelemente geborgen und eingelagert. Die Planungen für den Wiederaufbau wurden durch das Architektenbüro Aegidius van Ackeren aus Stralsund übernommen.
Das Kriegerdenkmal hat eine Höhe von 4520 mm. Es steht auf zwei Podesten (Stufen) von jeweils 150 mm. Die Gesamthöhe beträgt somit 4852 mm. Die vier Gedenktafeln haben die Abmaße von 1080 mm in der Höhe und 650 mm in der Breite. Das Eiserne Kreuz auf der Spitze des Denkmals hat eine Größe von 500 mm. Am Sockel hat das Denkmal das quadratische Maß von 1530 mm. Das untere Stufenpodest hat das Abmaß von 3200 mm.
Gefördert wurde das Projekt durch LEADER, die Innung des Bauhandwerks Rügen, aus Mitteln des Vorpommern Fonds, durch den Strategie Fonds Mecklenburg-Vorpommern, den Heimatverband Mecklenburg-Vorpommern e.V. und die Stiftung Ehrenamt und bürgerschaftliches Engagement in Mecklenburg-Vorpommern.

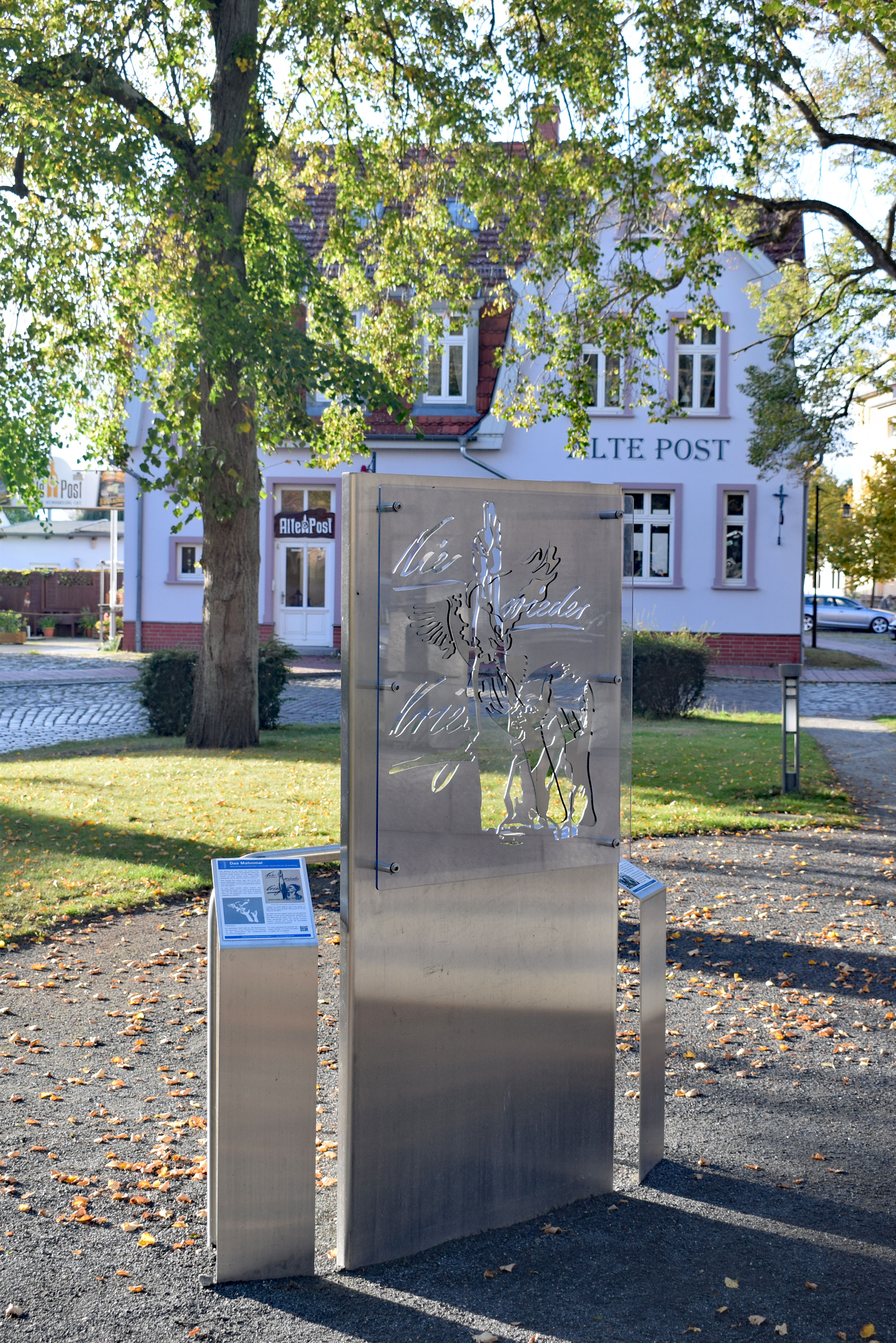
Mahnmal „Nie wieder Krieg“

### Grundsteinlegung
Am 8. Oktober 2022 fand die feierliche Grundsteinlegung statt. Zu den Ehrengästen zählten neben Mitgliedern, Unterstützern und Spendern auch der 1. stellvertretende Bürgermeister der Gemeinde Gingst Waldemar Opolski und der Pastor der Gemeinde Gingst Joachim Gerber sowie weitere Persönlichkeiten. Der erste Vorsitzende des Vereins Jürgen Pahnke hob in seiner Rede die Bedeutung der Wiedererrichtung dieses Kriegerdenkmals als Ort der Erinnerung und als Ort gegen das Vergessen hervor. In den Grundstein wurde, wie schon beim ersten Aufbau, eine Zeitkapsel mit historischen und aktuellen Dokumenten eingebaut.

### Wiederaufbau
Am 10. Oktober 2022 wurde mit dem Einmessen des Kriegerdenkmals der offizielle Wiederaufbau begonnen. Das Fundament mit den Abmaßen 3,2 m × 3,2 m × 1,5 m inklusive der Stufen wurde am 12. bis 14. Oktober 2022 fertiggestellt. Die ersten Elemente beim Wiederaufbau waren zwei ehemals als Blumenkübel genutzte und wiederaufbereitete Elemente des Originaldenkmals. Alle fehlenden Teile des Denkmals einschließlich der Stufen wurden im „Barther Beton-Fertigteile-Werk“ nachgegossen.
Am 28. November 2022 wurden die ersten nachgegossenen Betonteile sowie einige noch vorhandene Originalteile montiert. Am 30. November wurden die restlichen Teile sowie das Eiserne Kreuz gesetzt und der Rohbau damit abgeschlossen. Am 9. Mai 2023 wurden dann die ebenfalls nachgegossenen Betonstufen verbaut.
Am 13. Mai 2023 wurde in direkter Nähe des Kriegerdenkmals eine Edelstahltafel mit der Inschrift „Nie wieder Krieg“ nach einem Motiv von Käthe Kollwitz aufgestellt, die ihren Sohn 1914 an der Front in Belgien verlor. Auf einer transparenten Scheibe ist ergänzend eine Friedenstaube abgebildet.
Mit dem Anbringen der Gedenktafel am Kriegerdenkmal am 24. August 2023 wurde der Wiederaufbau abgeschlossen.

### Zweite Einweihung 2023
49 Jahre nach dem Abriss befindet sich das Kriegerdenkmal wieder an seinem ursprünglichen Platz. Der Wiederaufbau erfolgte so, dass man erkennen kann, welche Elemente des Mahnmals ursprünglich sind und welche neu geschaffen wurden. Der Wiederaufbau ist damit auch keine Rekonstruktion, denn es fehlen zum Beispiel an der Vorderseite die Abbildung des einstigen Stahlhelmes und auch das symbolische „W“ für Wilhelm auf dem Eisernen Kreuz.
Am 27. August 2023 zur offiziellen Wiedereinweihung versammelten sich Vereinsmitglieder des „Fördervereins Kriegerdenkmal Gingst e.V.“, Sponsoren und Förderer wie vor 98 Jahren zum Gottesdienst in der Kirche Gingst. Anschließend nahm man Aufstellung am Denkmal. Die Anwesenden wurden durch den Vorsitzenden des Fördervereins in einer kurzen Rede begrüßt. Nach der Enthüllung des Kriegerdenkmal 1914–1918 erklang das „Pommernlied“ von Adolf Pompe. Anschließend erfolgte die Weihe des Mahnmals durch Pastor Gerber. Um der Symbolik, dass es sich hier nicht ausschließlich um ein wiedererrichtetes Kriegerdenkmal, sondern auch um ein Mahnmal gegen den Krieg handelt, Ausdruck zu verleihen, erklang nun in Begleitung durch den örtlichen Kindergarten das Lied „Kleine weiße Friedenstaube“ von Erika Schirmer. Es folgten Kranzniederlegungen durch Vereine und Unterstützer. Nach einem Trompetensolo „Der gute Kamerad“ von Ludwig Uhland und dem anschließenden Singen der 3. Strophe der Nationalhymne endete die Einweihung mit einem Fest auf dem Kirchengelände.